# Michel Le Tellier (1643–1719)
Michel Le Tellier (ur. 16 grudnia 1643 w Le Vast, zm. 2 września 1719 w la Flèche) – francuski jezuita.
Wszedł w nowicjat w 1661. W 1709, po śmierci Père-Lachaise, został spowiednikiem i doradcą Ludwika XIV i był nim aż do śmierci króla. Zwalczał jansenizm i doprowadził do zniszczenia klasztoru sprzyjającemu jansenizmowi Port-Royal-des-Champs w 1709. Wymógł też akceptacją francuskiego kleru do rezygnacji z tendencji do gallikanizmu i zaakceptowana papieskiej bulli Unigenitus potępiającej jansenizm.
Wraz z dwoma innymi duchownymi, którymi byli ojcowie Dominique Bouhours i Pierre Besnier tłumaczył Nowy Testament na język francuski (podstawą była Wulgata). Napisał też zbiór rad dla Wielkiego Delfina; ad usum Delphini i historię Aleksandra Wielkiego (l’Histoire d’Alexandre le Grand).
Po śmierci Ludwika XIV, wygnano go z dworu: najpierw do Amiens, a potem do la Flèche.

### Dzieła
- Histoire de la persécution de deux saints évêques par les Jésuites l’un, Dom Bernardin de Cardenas, évêque du Paraguay dans l’Amérique méridionale, l'autre, Dom Philippe Pardo, archevêque de l'église de Manille métropolitaine des Isles Philippines dans les Indes orientales, Cologne, Gervimis Quentel, 1691
- Defense des nouveaux chrestiens et des missionnaires de la Chine, du Japon, & des Indes : contre deux livres intitulez, La morale pratique des jésuites, et L'esprit de M. Arnauld, Paris Estienne Michallet, 1687-1690
- Histoire des cinq propositions de Jansenius, Liège, Moumal, 1699
- Le P. Quesnel heretique dans ses Réflexions sur le Nouveau Testament, Bruxelles, M. Michiels, 1705
- L'erreur du péché philosophique combattue par les Jésuites, Liège, Pierre Borgelot, 1691
- Lettre à Monsieur ** docteur de Sorbonne : au sujet de la révocation faite par M. l'abbé de Brisacier de son approbation donnée en 1687 au livre intitulé, Défense des nouveaux Chrestiens & des missionnaires de la Chine, &c., Paris, [s.n.], 1700
- Lettre d`un docteur en théologie à un missionnaire de la Chine, qui lui a proposé divers doutes sur le chemin qui doit suivre dans ces missions [S.l.n.d.], 1636
- Lettre d'un théologien à une personne de qualité, sur le nouveau livre des jésuites, contre la Morale pratique, intitulé défense des nouveaux chrestiens, &c., Paris, [s.n.], 1688
- Observations sur la Nouvelle défense de la version françoise du Nouveau Testament imprimée à Mons. Pour justifier la conduite des papes, des évêques & du roy, à l'ègard de cette version, Rouen, Estienne Michallet, 1685, 1684
- Recueil de pièces concernant les religieuses de Port-Royal des Champs, qui se sont soumises à l'Eglise, Paris, Imprimerie Royale, 1710
- Recueil historique des bulles et constitutions, brefs, décrets & autres actes, concernans les erreurs de ces deux derniers siècles : tant dans les matières de la foy que dans celles des mœurs, depuis le Saint Concile de Trente, jusqu'à nôtre temps, Mons, Gaspard Migeot, 1698

### Tłumaczenie
- Le Nouveau Testament de Nostre Seigneur Jesus-Christ, Paris, Josse, 1698

### Praca edytorska
- Q. Curtii Rufi De rebus gestis Alexandri Magni cum supplementis Freinshemii. Interpretatione et notis illustravit Michael Le Tellier Jussu Christianissimi Regis, in usum serenissimi Delphini, Paris Frederic Leonard, 1678